# Martin (Tennessee)
Martin es una ciudad ubicada en el condado de Weakley en el estado estadounidense de Tennessee. En el Censo de 2010 tenía una población de 11.473 habitantes y una densidad poblacional de 348,44 personas por km².

## Geografía
Martin se encuentra ubicada en las coordenadas 36°20′23″N 88°51′4″O / 36.33972, -88.85111. Según la Oficina del Censo de los Estados Unidos, Martin tiene una superficie total de 32.93 km², de la cual 32.82 km² corresponden a tierra firme y (0.31%) 0.1 km² es agua.

## Demografía
Según el censo de 2010, había 11473 personas residiendo en Martin. La densidad de población era de 348,44 hab./km². De los 11473 habitantes, Martin estaba compuesto por el 0.08% blancos, el 0.02% eran afroamericanos, el 0.19% eran amerindios, el 2.87% eran asiáticos, el 0.04% eran isleños del Pacífico, el 0.64% eran de otras razas y el 1.82% pertenecían a dos o más razas. Del total de la población el 2.25% eran hispanos o latinos de cualquier raza.